# Aquerúsia
Aquerúsia (em grego:  'Αχερουσια λιμνη ou 'Αχερουσις), na mitologia grega, foram vários lagos e pântanos, também vários rios que foram intitulados como Aqueronte. O lago que deu origem a esta crença foi o Aquerúsia em Tesprócia para onde o rio Aqueronte fluía. Outros lagos e pântanos com o mesmo nome foram considerados como sendo uma conexão com o mundo inferior. Entre eles estão: Hermione em Argólida, o Heracleia na Bitínia, o Cumas e o Mênfis.